# 솔로몬
솔로몬(히브리어: שְׁלֹמֹה 쉴로모)은 이스라엘 왕국의 제3대 왕으로, 기원전 971년부터 기원전 931년까지 이스라엘 왕국을 다스린 왕이다. 이스라엘 왕국의 전성기를 이끌었다.
다윗 왕의 아들로 이집트 왕녀와 결혼하여 동맹을 맺고, 국내 건설과 국경 방위에 힘썼다. 예루살렘 신전을 비롯한 장대한 도시를 건설하는 한편, 외국과의 통상을 맺어 이스라엘 전성기를 이루어 '솔로몬의 영화'라고 칭송되었다. 그러나 국민들에 대한 과중한 세금과 사치스러운 생활로 이스라엘 왕국 분열의 원인을 가져왔다. 그는 지혜가 뛰어났으며, 문학에도 뛰어나 이스라엘 문학의 시조라 일컬어진다. 많은 작품 중 <잠언>이 남아 있다. 말년에는 야훼 대신 이방종교의 신들을 숭배하였다.

## 생애

### 즉위
솔로몬은 다윗 왕(영어: David, 히브리어: דָּוִד, 아랍어: داود)이 우리아 장군의 아내 밧세바(Bathsheba)를 취하여 예루살렘에서 낳은 두 번째 아들로서 밧세바에게서 태어난 네 아들 중 하나이다(대상 3:5). 첫 번째 아들은 예언자 나단이 하느님의 계시에 의해 예언한 대로 일주일 만에 병으로 죽었다. 다윗 왕의 죽음이 가까워오는 것을 아는 밧세바는 왕실에서 가장 영향력 있는 나단 예언자에게 '솔로몬이 왕이 되어야 한다'고 주장하였다. 결국 솔로몬은 어머니 밧세바와 나단 예언자, 사제 차독(사독), 브나야 등 지지 세력과 함께 이스라엘의 왕에 오른다. 모반을 꾀하던 이복형제인 아도니야와 그를 지지하던 요압, 에브야타르(아비아달), 시므이 등의 반대파는 숙청을 당한다. 아비아달은 숙청되지 않고 유배당한다

### 솔로몬의 일천 번제
솔로몬 왕이 일천 번제를 곧 일천 마리의 제물을 바치는 성대한 제사를 드리자 야훼는 "내가 네게 무엇을 줄꼬 너는 구하라"고 말하였다(왕상3:4-5, 대하1:7). 이때 솔로몬은 지혜를 구하였다. 그리고 이 기도는 야훼의 마음에 맞았다(왕상3:10, 대하1:11-12). 이에 야훼는 "너의 구하지 아니한 부와 영광도 네게 주노니 네 평생에 열왕 중에 너와 같은 자가 없을 것이라"고 말하였다(왕상3:13). 이후 솔로몬은 지혜의 왕으로 알려졌으며 남쪽 스바 여왕과도 교분을 가졌다.

### 솔로몬의 스바여왕 전도
스바 여왕이 솔로몬의 명성을 듣고 어려운 문제로 그를 시험하고자 예루살렘으로 왔다. 그녀는 많은 수행원을 거느리고 향료와 금과 보석을 낙타에 잔뜩 싣고 와서 솔로몬을 만나 물어 보고 싶은 것을 다 그에게 말하였다. 그래서 솔로몬은 스바 여왕의 질문에 모두 대답하였으며 어려워서 설명하지 못하는 문제가 하나도 없었다. 스바 여왕은 솔로몬의 지혜로운 말을 듣고 또 그가 건축한 궁전과 그의 식탁에 오르는 음식과 그의 대신들이 앉는 좌석과 수많은 신하들과 술을 따르며 시중드는 사람들과 그들의 의복과 성전에 드리는 제물을 보고 정신이 하나도 없었다. 그때 스바 여왕이 솔로몬에게 말하였다. 내가 내 나라에서 당신의 업적과 지혜에 대해 들은 소문이 모두 사실이군요. 나는 그런 소문을 믿지 않았는데 이제 내가 직접 와서 보니 사실에 비해 내가 들은 것은 절반도 못 되며 당신의 지혜는 소문보다 엄청납니다. 당신 앞에서 항상 당신의 지혜로운 말을 듣는 당신의 가족과 신하들은 얼마나 행복하겠습니까! 당신의 하나님 야훼를 찬양합니다. 하나님이 당신을 기쁘게 여기셔서 자기를 위해 당신을 왕이 되게 하셨습니다. 야훼께서는 이스라엘을 사랑하셔서 막강한 나라가 되게 하시려고 당신을 왕으로 세워 바르고 선한 정치를 하게 하셨습니다. 그러고서 스바 여왕은 자기가 가져 온 약 4톤의 금과 아주 많은 향료와 보석을 왕에게 주었다. 그 중에서도 스바 여왕이 솔로몬왕에게 준 향료는 전에 한번도 보지 못한 것이었다. (히람왕의 신하들과 솔로몬왕의 신하들은 오빌에서 금을 실어 올 때 많은 백단목과 보석도 함께 실어 왔다. 솔로몬왕은 그 백단목으로 성전과 궁전의 층계를 만들고 또 성가대를 위해 수금과 비파를 만들었는데 이런 악기들은 유다 땅에서 전에는 볼 수 없던 것들이었다.) 솔로몬왕은 스바 여왕에게 그녀가 가져온 선물 못지않게 푸짐한 선물을 주고 또 그녀가 요구하는 것은 무엇이든지 다 주었다. 그러자 스바 여왕과 그 수행원들은 자기 나라로 돌아갔다. 대하 9장1~12 (현대인의 성경)
심판의 날에 남쪽 나라의 여왕이 이 세대와 함께 일어서서 이 세대를 심판할 것이다. 왜냐하면 그 여왕은 솔로몬에게 지혜를 들으려고 땅 끝에서부터 왔기 때문이다. 보아라, 솔로몬보다 더 큰 이가 여기있다!" 마 12장42 (쉬운성경)

### 말년
말년에는 야훼 대신 바알, 몰렉, 아스타르테 등 이방 종교의 신들을 숭배하였으며, 구약성경에서는 이로 인해 격노한 야훼가 솔로몬에게 심판을 선포하고 그것을 바로 시행하였다고 한다. 먼저 에돔 사람 하닷을 일으켜 솔로몬의 원수가 되게 하였고(왕상11:14-22), 또 다메섹(수리아)의 르손을 일으켜 솔로몬의 원수가 되게 하였다(왕상11:23-25). 나아가서 예언자 아히야를 통해서 솔로몬의 신복인 여로보암에게 이스라엘 열 지파를 주겠다고 선언하였다.
솔로몬 왕은 다른 여러 나라 여자들을 좋아했습니다. 솔로몬은 파라오의 딸을 좋아했을 뿐만 아니라 모압 여자, 암몬 여자, 에돔 여자, 시돈 여자, 헷 여자도 좋아했습니다. 여호와께서 전에 이스라엘 백성에게 이렇게 말씀하셨습니다. "너희는 다른 나라의 백성과 결혼하지 마라. 그들과 결혼하면, 그들이 너희의 마음을 돌려 놓아 너희가 그들의 우상을 섬기도록 만들 것이다." 그러나 솔로몬은 이 여자들과 사랑에 빠졌습니다. 솔로몬은 칠백 명의 후궁과 삼백 명의 첩을 두었습니다. 솔로몬의 아내들은 솔로몬의 마음이 하나님으로부터 멀어지도록 만들었습니다. 솔로몬이 늙어감에 따라, 그의 아내들은 그의 마음을 돌려 다른 우상들을 섬기게 했습니다. 솔로몬은 그의 아버지 다윗처럼 여호와를 참되게 섬기지 못했습니다. 솔로몬은 시돈 백성의 여신 아스다롯을 섬겼습니다. 그리고 암몬 사람들이 섬기는 역겨운 신인 밀곰에게 예배했습니다. 이처럼 솔로몬은 여호와께서 보시기에 악한 일을 저질렀습니다. 솔로몬은 그의 아버지 다윗처럼 여호와를 참되게 섬기지 않았습니다. 솔로몬은 예루살렘 양쪽 언덕 위에 산당을 지었습니다. 그 곳에서 모압 사람들은 역겨운 신인 그모스를 섬겼고, 암몬 사람들은 역겨운 신인 몰렉을 섬겼습니다. 솔로몬은 외국인 아내 모두에게 이와 같은 일을 해 주었습니다. 그래서 그 아내들은 자기들의 신에게 향을 피우고 제물을 바쳤습니다. 왕상11장8 (쉬운성경)

#### 르호보암
솔로몬 왕에 이어 왕위에 오른 그의 아들 르호보암 시대에 하나님의 선언은 성취되었다. 열두 지파의 연합체로 구성된 이스라엘 왕국에서 열 지파가 독립하고 두 지파만 남은 것이다. 솔로몬 시대에 무거운 세금과 국가 노역에 피로해진 백성들은 르호보암 왕에게 고역과 무거운 멍에를 가볍게 해달라고 요청하였다(왕상12:4). 이에 솔로몬 시대에 국정에 참여했던 노인(장로)들은 정치 경험이 많았으므로 르호보암 왕에게 백성들의 노역을 가볍게 해주어야 한다고 교도(敎導)하였지만, 르호보암은 자기와 함께 자라난 젊은 소년들의 가르침을 좇아 백성을 강압적으로 다스렸다(왕상12:6-15). 이에 불만을 품고 열 지파(르우벤, 시므온, 단, 납달리, 갓, 아셀, 잇사갈, 스불론, 에브라임, 므낫세)가 여로보암을 왕으로 추대하면서 독립하여 북 이스라엘 왕국을 세우는 사건이 벌어졌다. 이스라엘 왕국은 단 두 지파(유다, 베냐민)만이 남아 남 유다 왕국이라는 이름으로 그 입지가 줄어들게 되었다. 르호보암의 강압 통치가 이스라엘 국가 분열의 역사적 원인이지만, 그 이면에는 솔로몬 왕의 범죄와 이에 대한 하나님의 심판에 기인한다.

## 솔로몬의 회개 여부
솔로몬은 말년의 저서(전도서)를 통해 우상숭배와 쾌락 추구의 허무함을 피력했다. 그러면서 하나님을 경외하고 그 분의 말씀을 지켜 행하는 것이 사람의 본분이라 했다.

## 업적
1. 솔로몬은 나라를 매우 견고하게 다스림.
  1. 아도니야를 죽임(왕상2:13-21,25).
  2. 제사장 아비아달을 추방함(왕상2:26-27)
  3. 요압과 시므이를 죽임(왕상2:28, 왕상2:39-46).
2. 솔로몬은 나라를 지혜로 다스려 최강국으로 만듦.
  1. 최대의 영토를 확보하였다(대하9:26, 왕상4:21).
  2. 최대의 부를 누렸다(왕상4:22-23, 왕상10:14).
  3. 최대의 안정(평강)을 누렸다(대상22:9, 왕상4:25).
  4. 많은 나라에서 솔로몬의 지혜를 배우기 위해 몰려왔다(왕상4:34, 10:3,6-7,23-25).
3. 솔로몬은 최초로 성전을 건축함.
  1. 하나님 중심주의 신앙에 기초하였다(대상22,28,29장).
  2. 성전을 건축한 장소는 예루살렘의 모리아 산이다(대하3:1).
  3. 성전의 식양(설계도)은 하나님이 친히 알려준 것이다(대상28:11-19).
  4. 성전을 건축할 때 동원된 인력은 총 183,850명이다(왕상5,9장).[5]

## 악마학
나그함마디 문서의 영지주의적 작품 중 하나인 《아담의 묵시록Apocalypse of Adam》에서는 솔로몬이 악령의 군대를 조종했다는 기사가 있는데, 솔로몬이 악마를 다루었다는 기록 중 가장 오래된 기록이다. 악마학에서는 솔로몬의 72악마의 사역자이며 솔로몬의 열쇠 및 솔로몬의 소열쇠(아르스 게티아, 아르스 테우르기아 게티아, 아르스 포올리나, 아르스 알마델, 아르스 노토리아) 등 각종 마도서들의 저자로도 알려져 있다.

## 같이 보기
- 이스라엘의 군주
- 솔로몬 왕조